# Luisa di Meclemburgo-Güstrow
Luisa di Meclemburgo-Güstrow (Güstrow, 28 agosto 1667 – Copenaghen, 15 marzo 1721) fu regina consorte di Danimarca e Norvegia.

## Biografia
Luisa era figlia del duca Gustavo Adolfo di Meclemburgo-Güstrow, e di sua moglie, Maddalena Sibilla di Holstein-Gottorp. Luisa crebbe in una piccola corte caratterizzata da sentimenti pietistici e rigida religiosità, guidata dal padre, che scriveva canti religiosi in spirito pietistico.

## Matrimonio
Nel 1695, Luisa fu scelta come futura sposa del principe ereditario Federico. Quando fu ritenuto giunto il momento per Federico di sposarsi, fu mandato in Germania per scegliere una sposa da alcune delle case principesche protestanti. Quando raggiunse Güstrow, scelse Luisa per la sua bellezza e la sua scelta venne ritenuta adatta sia dalla casa reale danese che dalla sua famiglia.
La cerimonia ebbe luogo il 5 dicembre 1695 a Güstrow. In seguito partirono per raggiungere Copenaghen. Inizialmente, il matrimonio è stato descritto come felice; Luisa ricambiava l'attrazione di Federico e l'ambasciatore francese ha osservato: "La principessa ereditaria ama intensamente suo marito e vive con lei in completa beatitudine". La coppia ebbe cinque figli:
- Cristiano (28 giugno 1697-1 ottobre 1698);
- Cristiano VI di Danimarca (10 dicembre 1699-6 agosto 1746);
- Federico Carlo (23 ottobre 1701-7 gennaio 1702);
- Giorgio (3 gennaio 1703-12 marzo 1704);
- Carlotta Amalia (6 ottobre 1706-28 ottobre 1782).

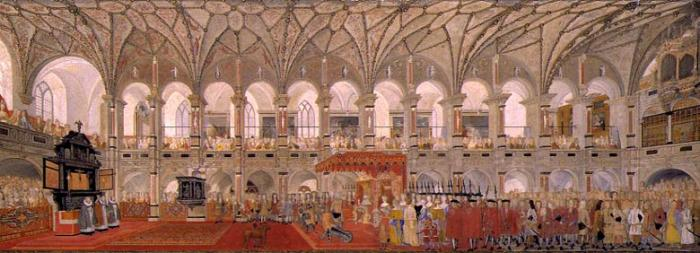
Unzione di Federico IV e della regina Luisa nella Cappella del Castello di Frederiksborg, di Bendix Grodtschilling il giovane.

### Regina
Alla morte di Cristiano V il 25 agosto 1699, la coppia divenne re e regina di Danimarca-Norvegia. Furono incoronati il 15 aprile 1700 nella Cappella del Castello di Frederiksborg. Parallelamente, l'infatuazione di Federico per Luisa passò ed ebbe una serie di relazioni, in particolare con Elisabeth Helene von Vieregg, Charlotte Helene von Schindel e Anna Sofia Reventlow Federico si rese protagonista di due matrimoni morganatici, nel 1703, con Elisabeth Helene von Vieregg, e nel 1712 con Anna Sofia Reventlow. Il giorno dopo il funerale della regina Luisa, Federico IV sposò di nuovo Anna Sophie Reventlow e meno di due mesi dopo la fece incoronare.
A differenza di Federico IV, non ha mai guadagnato la popolarità tra la popolazione. Luisa impersonava il suo ruolo di regina alle cerimonie ufficiali, ma per il resto è stata ignorata a corte e la sua vita isolata e tranquilla l'ha resa meno conosciuta nella storia. Le amanti e le mogli ufficiali dalla bigamia del re ricevettero i propri titoli, residenze e corti, e le loro case furono frequentate dal re e quindi dalla nobiltà, mentre la regina Luisa fu ignorata e privata del suo ruolo. Il suo isolamento sociale divenne particolarmente grave dopo la seconda bigamia del re con Anna Sophie Reventlow nel 1712, e durante i suoi ultimi nove anni la sua vita fu descritta come un'ombra, mentre appariva al fianco del re solo nelle cerimonie ufficiali in cui la presenza della regina era richiesto dal cerimoniale.
Luisa ha sofferto a causa dell'infedeltà del marito. Si dice che abbia causato scene imbarazzanti a corte e che avesse un cattivo temperamento. La sua gelosia attirò grande attenzione e si diceva che Federico non potesse entrare nelle sue stanze senza che Luisa iniziasse a "piangere, agitandosi e camminare come una furia", cosa che lo fece infuriare, dopo di che lei "camminò per tre o quattro ore, alzando le mani e piangendo copiosamente".
La regina Luisa fu fortemente influenzata dal pietismo e cercò conforto nella religione. Il suo interesse principale era la lettura di libri religiosi. La sua collezione di 400 libri, che fu donata alla biblioteca reale dopo la sua morte, era composta principalmente da letteratura religiosa ascetica in tedesco. Dopo la sua morte, il suo interesse per la religione fu elogiato dal clero, che la paragonò alla leggendaria regina Ester e la definì una santa. Luisa era vicina a suo figlio Cristiano, che fu profondamente influenzato dalla sua devozione religiosa e giurò di vendicare il dolore che la seconda bigamia di suo padre aveva causato a sua madre, una promessa che mantenne dopo la morte di suo padre.
Possedeva un paio di proprietà come parte della sua dote di regina, in particolare Hørsholm, ma non sembra essersi interessata a loro.
Nel 1708-1709, fu reggente durante il viaggio in Italia del marito.

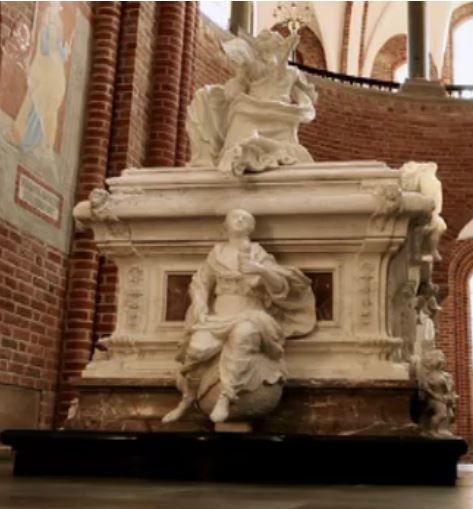
Monumento funerario di Luisa nella Cattedrale di Roskilde.

## Morte
Morì il 15 marzo 1721 e venne sepolta nella Cattedrale di Roskilde.

## Ascendenza
|                                            |                                     |                                   | Genitori                               |  |  | Nonni |  |  | Bisnonni                             |  |  | Trisnonni                                  |  |
|                                            |                                     |                                   |                                        |  |  |       |  |  | Giovanni VII di Meclemburgo-Schwerin |  |  | Giovanni Alberto I di Meclemburgo-Schwerin |  |
|                                            |                                     |                                   |                                        |  |  |       |  |  | Giovanni VII di Meclemburgo-Schwerin |  |  | Giovanni Alberto I di Meclemburgo-Schwerin |  |
|                                            |                                     | Anna Sofia di Hohenzollern        |                                        |  |  |       |  |  | Giovanni VII di Meclemburgo-Schwerin |  |  |                                            |  |
| Giovanni Alberto II di Meclemburgo-Güstrow |                                     |                                   |                                        |  |  |       |  |  | Giovanni VII di Meclemburgo-Schwerin |  |  |                                            |  |
|                                            |                                     | Sofia di Holstein-Gottorp         | Adolfo di Holstein-Gottorp             |  |  |       |  |  |                                      |  |  |                                            |  |
|                                            |                                     | Sofia di Holstein-Gottorp         | Adolfo di Holstein-Gottorp             |  |  |       |  |  |                                      |  |  |                                            |  |
|                                            |                                     | Sofia di Holstein-Gottorp         | Cristina d'Assia                       |  |  |       |  |  |                                      |  |  |                                            |  |
| Gustavo Adolfo di Meclemburgo-Güstrow      |                                     | Sofia di Holstein-Gottorp         |                                        |  |  |       |  |  |                                      |  |  |                                            |  |
|                                            |                                     | Cristiano I di Anhalt-Bernburg    | Gioacchino Ernesto, Principe di Anhalt |  |  |       |  |  |                                      |  |  |                                            |  |
|                                            |                                     | Cristiano I di Anhalt-Bernburg    | Gioacchino Ernesto, Principe di Anhalt |  |  |       |  |  |                                      |  |  |                                            |  |
|                                            |                                     | Cristiano I di Anhalt-Bernburg    | Agnese di Barby                        |  |  |       |  |  |                                      |  |  |                                            |  |
| Eleonora Maria di Anhalt-Bernburg          |                                     | Cristiano I di Anhalt-Bernburg    |                                        |  |  |       |  |  |                                      |  |  |                                            |  |
|                                            |                                     | Anna di Bentheim-Tecklenburg      | Arnaldo II di Bentheim-Tecklenburg     |  |  |       |  |  |                                      |  |  |                                            |  |
|                                            |                                     | Anna di Bentheim-Tecklenburg      | Arnaldo II di Bentheim-Tecklenburg     |  |  |       |  |  |                                      |  |  |                                            |  |
|                                            |                                     | Anna di Bentheim-Tecklenburg      | Maddalena di Neuenahr-Alpen            |  |  |       |  |  |                                      |  |  |                                            |  |
| Luisa di Meclemburgo-Güstrow               |                                     | Anna di Bentheim-Tecklenburg      |                                        |  |  |       |  |  |                                      |  |  |                                            |  |
|                                            | Giovanni Adolfo di Holstein-Gottorp | Adolfo di Holstein-Gottorp        |                                        |  |  |       |  |  |                                      |  |  |                                            |  |
|                                            | Giovanni Adolfo di Holstein-Gottorp | Adolfo di Holstein-Gottorp        |                                        |  |  |       |  |  |                                      |  |  |                                            |  |
|                                            | Giovanni Adolfo di Holstein-Gottorp | Cristina d'Assia                  |                                        |  |  |       |  |  |                                      |  |  |                                            |  |
| Federico III di Holstein-Gottorp           | Giovanni Adolfo di Holstein-Gottorp |                                   |                                        |  |  |       |  |  |                                      |  |  |                                            |  |
|                                            |                                     | Augusta di Danimarca              | Federico II di Danimarca               |  |  |       |  |  |                                      |  |  |                                            |  |
|                                            |                                     | Augusta di Danimarca              | Federico II di Danimarca               |  |  |       |  |  |                                      |  |  |                                            |  |
|                                            |                                     | Augusta di Danimarca              | Sofia di Meclemburgo-Güstrow           |  |  |       |  |  |                                      |  |  |                                            |  |
| Maddalena Sibilla di Holstein-Gottorp      |                                     | Augusta di Danimarca              |                                        |  |  |       |  |  |                                      |  |  |                                            |  |
|                                            |                                     | Giovanni Giorgio I di Sassonia    | Cristiano I di Sassonia                |  |  |       |  |  |                                      |  |  |                                            |  |
|                                            |                                     | Giovanni Giorgio I di Sassonia    | Cristiano I di Sassonia                |  |  |       |  |  |                                      |  |  |                                            |  |
|                                            |                                     | Giovanni Giorgio I di Sassonia    | Sofia di Brandeburgo                   |  |  |       |  |  |                                      |  |  |                                            |  |
| Maria Elisabetta di Sassonia               |                                     | Giovanni Giorgio I di Sassonia    |                                        |  |  |       |  |  |                                      |  |  |                                            |  |
|                                            |                                     | Maddalena Sibilla di Hohenzollern | Alberto Federico di Prussia            |  |  |       |  |  |                                      |  |  |                                            |  |
|                                            |                                     | Maddalena Sibilla di Hohenzollern | Alberto Federico di Prussia            |  |  |       |  |  |                                      |  |  |                                            |  |
|                                            |                                     | Maddalena Sibilla di Hohenzollern | Maria Eleonora di Jülich-Kleve-Berg    |  |  |       |  |  |                                      |  |  |                                            |  |
|                                            |                                     | Maddalena Sibilla di Hohenzollern |                                        |  |  |       |  |  |                                      |  |  |                                            |  |